# Hakea recurva

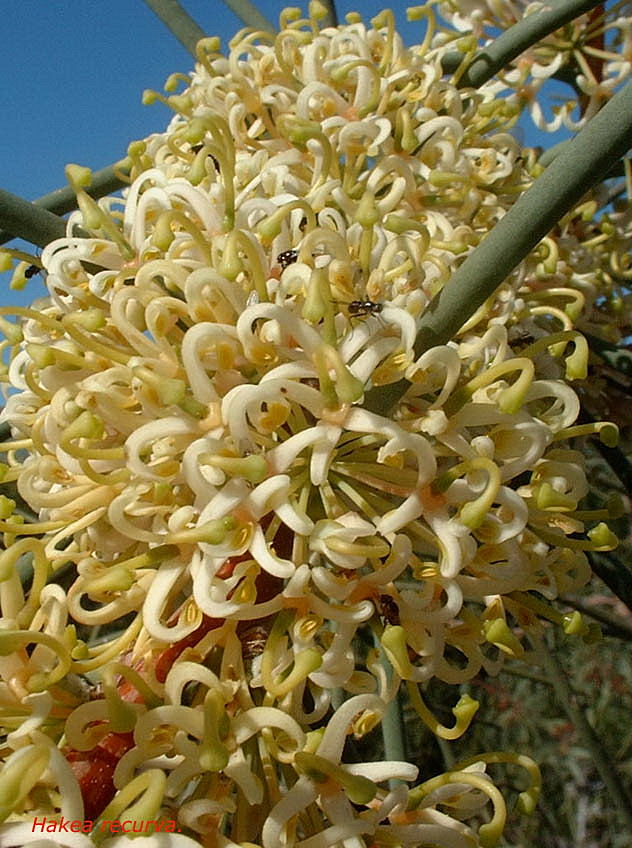
Detall de les flors

Hakea recurva és una espècie d'angiosperma de la família de les proteàcies (Proteaceae). Creix en afloraments, ocupant turons rocosos, en àrees de l'interior d'Austràlia Occidental.

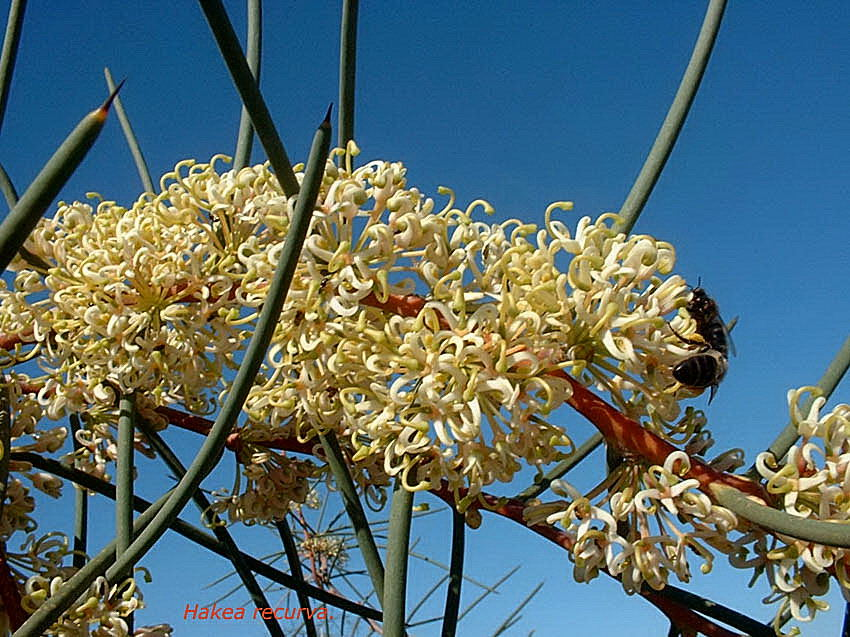
Visió pròxima

És un un arbust o arbre petit. Les fulles estan distribuïdes en forma d'espiral i les flors creixen en densos caps florals variables, globoses o cilíndriques de color cremós.